# 117 Lomia
A 117 Lomia a Naprendszer kisbolygóövében található aszteroida. Alphonse Louis Nicolas Borrelly fedezte fel 1871. szeptember 12-én.